# 大公一郎
大 公一郎（だい こういちろう、1938年4月1日 - 2021年6月22日）は、日本の実業家。あらた代表取締役会長や、生活協同組合コープさっぽろ生協会会長、全国化粧品日用品卸連合会会長、札幌市社会福祉協議会会長などを歴任した。

## 人物・経歴
北海道函館市生まれ。1957年北海道函館東高等学校卒業。1961年一橋大学商学部卒業、レナウン商事入社。1963年に父・總一郎が経営する生活雑貨・化粧品卸の大加十全堂入社。1967年大加十全堂取締役営業部長に昇格。1969年、道内の卸売他社と合併して発足したダイカの専務取締役。1979年ダイカの代表取締役社長に就任、物流強化により業容の拡大を進めた。
1980年北海道卸粧業連合会副理事長。1983年共同組合札幌総合卸センター理事。1989年ヘリオス取締役副社長。1990年全国日用雑貨・化粧品卸連合会副会長。1993年北海道卸粧業連合会理事長。1997年札幌卸商連盟会長。2000年全国化粧品日用品卸連合会会長。
2002年持株会社あらたを設立し、同社代表取締役理事長。2004年あらた代表取締役会長。2004年コープさっぽろ生協会会長。2007年あらた名誉会長。2011年札幌市社会福祉協議会会長。同年任期途中でコープさっぽろ生協会会長を退任し平公夫が後任に就任。2012年如水会札幌支部長。生活協同組合コープさっぽろ会長、明治安田生命保険総代なども務めた。